# Демино (Удмуртия)
Де́мино — деревня в Верх-Люкинском сельском поселении Балезинского района Удмуртии. Центр поселения - деревня Верх-Люкино.
Население - 5 человек (2025; 26 в 
1961).
У деревни берёт начало речка Мундес - левый приток реки Варыж.
В деревне имеются одна улица — Родниковая .
ГНИИМБ 	: 1837
Индекс 	: 427542